# Pocerski Pričinović
Pocerski Pričinović (em cirílico: Поцерски Причиновић) é uma vila da Sérvia localizada no município de Šabac, pertencente ao distrito de Mačva, na região de Mačva. A sua população era de 6410 habitantes segundo o censo de 2011.

## Demografia
| 1948 | 1953 | 1961  | 1971  | 1981  | 1991  | 2002  | 2011  |
| ---- | ---- | ----- | ----- | ----- | ----- | ----- | ----- |
| 760  | 871  | 1 689 | 2 657 | 4 018 | 5 488 | 5 992 | 6 410 |